# Kazimierz Plocke
Kazimierz Florian Plocke (ur. 3 maja 1958 w Domatowie) – polski polityk i samorządowiec, poseł na Sejm IV, V, VI, VII, VIII, IX i X kadencji (od 2001), sekretarz stanu w Ministerstwie Rolnictwa i Rozwoju Wsi (2007–2015).

## Życiorys
Syn Alfonsa i Felicji Plocke. Jest absolwentem Zespołu Szkół Rolniczych w Kłaninie. Ukończył następnie studia na Wydziale Rolniczym Akademii Rolniczo-Technicznej w Olsztynie. W 1988 uzyskał tamże stopień naukowy doktora nauk rolniczych na podstawie napisanej pod kierunkiem Mirosława Łaguny dysertacji Badania nad efektywnością produkcji ziemniaka paszowego w gospodarstwach indywidualnych. Został członkiem Ochotniczej Straży Pożarnej.
Od 1983 do 1990 pracował jako nauczyciel w Zespole Szkół Rolniczych w Kłaninie. W latach 1990–2001 przez trzy kadencje pełnił funkcję wójta gminy Krokowa. Od 1999 zasiadał we władzach wojewódzkich Stronnictwa Konserwatywno-Ludowego. W 2001 dołączył do Platformy Obywatelskiej. Z listy PO w 2001 i 2005 był wybierany na posła IV i V kadencji w okręgu gdyńskim. W wyborach parlamentarnych w 2007 po raz trzeci został posłem, otrzymując 15 763 głosy. 23 listopada 2007 objął stanowisko sekretarza stanu w Ministerstwie Rolnictwa i Rozwoju Wsi. Sprawował tę funkcję do 10 listopada 2015.
W wyborach do Sejmu w 2011 z powodzeniem ubiegał się o reelekcję, dostał 18 452 głosy. W 2015 został ponownie wybrany do Sejmu, otrzymując 11 060 głosów. W Sejmie VIII kadencji został członkiem Komisji Obrony Narodowej oraz Komisji Rolnictwa i Rozwoju Wsi, pracował też w Komisji Administracji i Spraw Wewnętrznych (2015–2016).
W wyborach w 2019 utrzymał mandat na kolejną kadencję z ramienia Koalicji Obywatelskiej, uzyskał wówczas 12 627 głosów. W wyborach w 2023 z powodzeniem ubiegał się o reelekcję, otrzymując 8154 głosy.

## Wyniki w wyborach ogólnopolskich
| Wybory | Komitet wyborczy   | Komitet wyborczy      | Organ            | Okręg | Wynik          |
| ------ | ------------------ | --------------------- | ---------------- | ----- | -------------- |
| 2001   |                    | Platforma Obywatelska | Sejm IV kadencji | nr 26 | 4876 (1,27%)   |
| 2005   | Sejm V kadencji    | Platforma Obywatelska | 9579 (2,60%)     | nr 26 |                |
| 2007   | Sejm VI kadencji   | Platforma Obywatelska | 15 763 (3,13%)   | nr 26 |                |
| 2011   | Sejm VII kadencji  | Platforma Obywatelska | 18 452 (4,07%)   | nr 26 |                |
| 2015   | Sejm VIII kadencji | Platforma Obywatelska | 11 060 (2,37%)   | nr 26 |                |
| 2019   |                    | Koalicja Obywatelska  | Sejm IX kadencji | nr 26 | 12 627 (2,17%) |
| 2023   | Sejm X kadencji    | Koalicja Obywatelska  | 8154 (1,19%)     | nr 26 |                |